# 금부초등학교
금부초등학교는 대한민국 광주광역시 서구에 있는 초등학교다.

## 학교 연혁
- 1998. 9. 1. 금부초등학교 개교(7학급)
- 1999. 3. 8. 병설유치원 개원
- 2001. 3. 1. 유치원 증설(2개반)
- 2001. 3. 1. 시교육청 지정 유치원 안전교육 시범학교 운영(2년간)
- 2005. 3. 1. 시교육청 지정 급식교육 연구학교 운영(2년간)
- 2006. 3. 1. 교육복지투자우선지역 학교 선정
- 2007. 1.10. 학교평가 최우수학교 선정
- 2008.12.29. 기초질서 지키기 최우수학교 선정
- 2009. 3. 1. 학습지원콜센터 선도학교 운영. 그린마일리지 시범 운영
- 2009.12.31. 학교평가 우수학교 선정
- 2010. 3. 1. 학생자율학습지원 시범학교 운영
- 2010.12.29. 학생재능진단육성 U-러닝 프로젝트 우수학교 선정
- 2011. 3. 1. 학생자율학습지원 연구학교 운영
- 2011.12.29. 교육복지 우선 지원 사업 최우수학교 선정
- 2012. 3. 1. 광주교육대학교 교생실습 협력학교 지정
- 2012.12.31. 교육과학기술부 100대 교육과정 우수학교 선정
- 2012.12.31. 한국농어촌공사 팜스쿨(Farm school) 사업 최우수상 수상
- 2012.12.31. 학교평가 우수학교 선정
- 2013.12.31. 학교문화혁신 1행 1무 실천 최우수, 독도 플레시몹 경연대회 최우수학교
- 2013.12.31. 방과후학교 운영 최우수학교 선정
- 2013.12.31. 학교평가 우수학교, 광주환경교육대상 우수학교 선정
- 2013.12.31. 학생정신건강 우수학교 교육부 장관 표창
- 2014.12.31. 창의경영학교 벤치마킹 대상 우수학교 선정
- 2014.12.31. 학교폭력예방 선도학교(어깨동무학교), 7560+운동 선도학교 운영
- 2014.12.31. 학교평가 우수학교 선정
- 2015. 2.16. 제17회 117명 졸업(총 2,661명)
- 2015. 3. 1. 제6대 오주봉 교장 부임

## 학교 상징
- 교화 - 철쭉 : 절제와 순박함
- 교목 - 소나무 : 밝은 품성
- 교색 - 파랑 : 푸른 꿈과 희망

## 참고 자료
- 금부초등학교 - 한국교육학술정보원 학교알리미